# 公安9課
公安9課（こうあんきゅうか）は、『攻殻機動隊』、『GHOST IN THE SHELL / 攻殻機動隊』、『攻殻機動隊 STAND ALONE COMPLEX』シリーズ、『攻殻機動隊 ARISE』に登場する架空の情報機関。俗称は「攻殻機動隊」。課員や政府・軍部・警察関係者からは「9課」「攻機」とも呼ばれる。

## 概要
核戦争後の行政再編で、2029年に内務省公安部内に設置された、内務省・首相直属のテロに対する攻性組織・防諜機関。設立時における予算申請の名目が国際救助隊であったことからも、秘密組織である。その実は、少数精鋭の実力部隊を持ち、異常犯罪やサイバー犯罪などの国民に与える影響の大きな犯罪の捜査、テロリズムの抑止・検挙、暗殺などのカウンターテロと、それに伴う警備又は要人警護も担当する、総合的な防諜機関といえる。
創設者で課長の荒巻大輔の信念である「犯罪に対して常に攻性であること」はそのまま9課の特色になっており、犯罪の芽を見つけ出し、摘んでゆく。社会正義を実現するためには武力をもってこれを成し遂げることも辞さない、まさに攻性色の強い組織である。本部は新浜県新浜市に置かれている。
『攻殻機動隊 STAND ALONE COMPLEX』（以下S.A.C.）シリーズでは世界初の義体化部隊とされているイギリス陸軍の特殊部隊SASと協力関係にあり、原作漫画では荒巻の命令で草薙素子がSASの訓練に参加している。

### 設立
原作では内務省公安部にいた荒巻が策略を巡らし、政府の非合法組織を一つ潰して捻出した予算を原資に9課を立ち上げて、自分も異動し草薙のチームを吸収している。
公安部はその後も存続していて、後任の片桐のもと内務大臣の手先を勤めている模様。
S.A.C.では、2020年に自衛軍が国連軍の一員としてメキシコに派兵された際に、当時、自衛軍の軍人であった草薙が、「赤いビアンコ」で傭兵をしていたサイトーをスカウトしている。
『攻殻機動隊 ARISE 』1 Ghost Painでは、冒頭で荒巻が「公安9課」を名乗っているが、草薙その他はまだメンバーではない。

### 草薙素子失踪後
原作1（『攻殻機動隊 THE GHOST IN THE SHELL』）と映画『GHOST IN THE SHELL / 攻殻機動隊』のラストで、草薙素子は人形遣いと融合し9課を離れてゆく。それを引き継いで、原作1.5（『攻殻機動隊1.5 HUMAN-ERROR PROCESSER』）、2（『攻殻機動隊2 MANMACHINE INTERFACE』）、『イノセンス』では草薙のいない9課が描かれている。
『攻殻機動隊 STAND ALONE COMPLEX Solid State Society』（以下S.S.S.）でも9課の中核を担ってきた草薙が失踪しており、組織運営のあり方も、荒巻課長の方針も大幅に変化している。
少数精鋭部隊である9課も、陸自や海自、警察の特殊部隊から選抜されたより抜きの人材や、優れたハッカー、幅広い情報網を持つ情報屋、捜査一課の優秀な刑事など、有望な新人を多く採用し、「10の力で1つの事件を解決するのでなく、8割の力で3つの事件を解決できる」組織への改編を進めている。トグサをリーダーに抜擢したのもその一環である。
以前はごく少人数で行っていた9課独特の制圧も、通常の特殊部隊のように重装備の課員を動員して、以前よりも大勢で行なっている。

## 構成
この時代の犯罪の特徴である情報戦・電脳戦に精通しており、物理的な戦闘においても優れた能力を発揮する少数精鋭のスペシャリストで構成される。犯罪に対し常に攻性であり続けるため、メンバーは引抜きや推薦で採用され自薦は不可、階級無しの実力主義、組織のトップは首相のみとなっている。
課員には銃の携行や犯人の逮捕などが認められている。犯罪者や一般人には便宜上「警察官」と名乗ったり、「民間の警備会社に勤務」していると説明している。S.A.C.第5話では突入の際、居合わせた新浜県警察の刑事に対して「公安だ」と名乗っている。
課員が個人で火器を隠匿したり、セーフハウス（隠れ家）を持っているなど、給与の高さが窺える。『S.A.C.シリーズ』におけるイシカワの電脳パチンコ店のように、副業をもつ隊員もいる。
なお、荒巻とトグサ以外の課員の名はあくまでコードネームであり、本名は秘匿されている。

### 主な課員
| 人物名             | 声優 | 備考 |
| ------------------ | --- | --- |
| 荒巻大輔           | 大木民夫（劇場版2作品） 伊藤惣一（攻殻機動隊 GHOST IN THE SHELL） 阪脩（S.A.C.シリーズ） 塾一久（攻殻機動隊 ARISE） 中博史（SAC_2045（シーズン2）） | 9課部長（9課設立以前は公安部に属していた為）。S.A.C.シリーズでは課長 |
| 草薙素子           | 田中敦子 鶴ひろみ（プレイステーション用ゲーム） 坂本真綾（攻殻機動隊 ARISE/攻殻機動隊 新劇場版）                                                    | 実働部隊隊長。世界屈指の義体使いにして特A級のハッカー 。通称は「少佐」 |
| バトー             | 大塚明夫 小川真司（プレイステーション用ゲーム） 松田健一郎（攻殻機動隊 ARISE）                                                                      | 元陸上自衛軍レンジャー部隊の一員で白兵・電脳戦のプロ。草薙の相棒的存在 |
| トグサ             | 山寺宏一 鈴置洋孝（プレイステーション用ゲーム） 新垣樽助（攻殻機動隊 ARISE）                                                                        | 元警視庁捜査一課の刑事で捜査能力に長ける。『SSS』で新リーダーに抜擢 |
| イシカワ           | 仲野裕 小林清志（プレイステーション用ゲーム） 壇臣幸（攻殻機動隊 ARISE） 咲野俊介（攻殻機動隊 ARISE border:3）                                      | 古参メンバー。主に電脳戦・捜査を担当 |
| サイトー           | 大川透 檜山修之（プレイステーション用ゲーム） 中國卓郎（攻殻機動隊 ARISE）                                                                          | 元傭兵(ARISEでは元海兵隊)。凄腕の狙撃手 |
| ボーマ             | 山口太郎 中井和哉（攻殻機動隊 ARISE） | 元軍属。爆発物のプロ。イシカワと組んでの電脳戦、パズとの別動隊的行動などを担当 |
| パズ               | 小野塚貴志 上田燿司（攻殻機動隊 ARISE） | 経歴不明(ARISEでは元陸軍警察)。聞き込みや内偵調査、ナイフを用いた接近戦のプロ。主にボーマと組んで行動している |
| アズマ             | 尾形雅宏 寺杣昌紀（イノセンス） | 原作では『1.5』、S.A.C.シリーズでは『S.A.C.2nd』、『S.S.S.』、『SECTION-9』に登場。バトーが推薦した新人。強化された嗅覚・視覚を用いた捜査を担当 |
| 矢野               | 望月健一 | 原作では『攻殻1』、S.A.C.シリーズでは『S.A.C.2nd』にて登場。バトーが推薦した新人だが物語半ばで殉職 |
| アマギ             | | 『SECTION-9』に登場。警視庁の特殊部隊SWAT出身 |
| ロン               | | 『SECTION-9』に登場。 |
| ソガ               | 奈良徹 | 『S.S.S.』と『SECTION-9』に登場。9課の電脳戦部隊に所属 |
| ヒガキ             | 新垣樽助 | 『S.S.S.』と『SECTION-9』に登場。9課の電脳戦部隊に所属 |
| テオ               | | 『SECTION-9』に登場。9課の電脳戦部隊に所属 |
| マキ・シンイチロー | | 『SECTION-9』に登場。警察庁出身 |
| ハタ               | | 『S.S.S.』と『SECTION-9』に登場。陸自出身で、軍の技能識別コード<B4>(ブラボー・フォー)を持つ凄腕の狙撃手 |
| ノグチ             | | 『SECTION-9』に登場。警視庁警備部第七機動隊のレンジャー出身 |
| プロト             | 杉山大 | 原作では『1.5』、S.A.C.シリーズでは『S.A.C.2nd』、『S.S.S.』、『SECTION-9』に登場。バイオロイドのプロトタイプ。フチコマ（タチコマ）の整備や荒巻の補佐役を担当。『S.S.S.』と『SECTION-9』では、新人隊員の一人として、鑑識課から9課に正式入隊し、課長秘書として働いている                                                   |
| コガ               | 平田広明 | 『イノセンス』のみ登場 |
| QWER（コール）     | | 『1.5』に登場。眼鏡をかけた妙齢の女性。荒巻の秘書的位置にいると思われるが詳細は不明。バトーに「大先輩」と呼ばれるカットもあることから、キャリア・実年齢はかなり上の可能性もある |
| キタガワ女史       | | 『SECTION-9』に登場した9課の秘書係の一人。知的な雰囲気の女性で、プロトが9課に入隊し、秘書課に正式配属される前までは荒巻の秘書としてスケジュール管理を担当していた。荒巻に対して恋愛感情を抱いていたが、自身の代わりに荒巻の秘書になったプロトに嫉妬し、彼を貶めようと企てたが、その後、全てが明らかになり、懲戒免職された |
| 真由美             | | 『攻殻1』、『1.5』に登場。9課装備班に所属。実は62歳（『攻殻1』時） |

## 装備
政府より多額の予算が承認されており、会議・捜査・検証用の本部施設、内偵用の車両（偽装バンなど）から、銃火器、ヘリコプター、ティルトウィング機、光学迷彩、さらには、AIの搭載により自ら思考・会話することもできる多脚戦車（思考戦車・シンク）「フチコマ」、その運搬のための車輌まで軍隊並みの装備が与えられている。9課の制式拳銃はセブロ社製M-5であるが、バトーはファブリックナショナル社製ブローニング・ハイパワー.45口径モデル、トグサはマテバM2007をそれぞれを使用している。他にポニーテールが特徴の複数の同型のガイノイド（女性型ロボット）が連絡・管制などの業務を担当している。

## 関連組織
劇中では他に、内閣情報庁戦略影響調査会議、内務省公安部公安1課（公安1課）、外務省条約審議部（公安6課）、厚生労働省医薬局麻薬対策課強制介入班（マトリ）、陸上自衛軍情報部、北端特務課、陸上自衛軍のレンジャー4課、海上自衛軍の海坊主、海上保安庁の特殊警備隊（SST）など、複数の情報機関や公安警察、特殊部隊が存在している。